# 1510-es évek
Évszázadok: 15. század · 16. század · 17. század
Évtizedek: 1460-as évek · 1470-es évek · 1480-as évek · 1490-es évek · 1500-as évek · 1510-es évek · 1520-as évek · 1530-as évek · 1540-es évek · 1550-es évek · 1560-as évek
Évek: 1510 · 1511 · 1512 · 1513 · 1514 · 1515 · 1516 · 1517 · 1518 · 1519

## A világ vezetői
- II. Ulászló magyar király (Magyar Királyság)  (1490–1516† ) (Cseh király 1471–1516)
  - Perényi Imre (kormányzó, nádor) (1504–1519† )
- II. Lajos magyar király (Magyar Királyság)  (1516–1526† )